# Gran Premio del Canada 1998
Il Gran Premio del Canada 1998 fu il settimo appuntamento della stagione di Formula 1 1998. Disputatosi il 7 giugno sul Circuito di Montréal, ha visto la vittoria di Michael Schumacher su Ferrari, seguito da Giancarlo Fisichella e da Eddie Irvine.
Questo Gran Premio segna l'ultima gara in F1 per Jan Magnussen.

## Pre Gara
La Williams-Mecachrome porta al debutto la cosiddetta versione a "passo lungo" della FW20 che, con nuovi ritocchi, dal successivo Gran Premio si chiamerà FW20B.

## Qualifiche
La McLaren-Mercedes domina per l'ennesima volta le qualifiche: per la sesta volta nella stagione, le vetture del team anglo-tedesco occupano la prima fila. In pole position si piazza Coulthard, seguito dal compagno di squadra; tuttavia, il vantaggio dei due piloti McLaren sulla concorrenza è meno schiacciante di altre volte, soprattutto grazie ad una ritrovata efficacia delle gomme Goodyear, che equipaggiano sette delle prime dieci vetture in griglia.Dietro il duo McLaren-Mercedes si qualificano la Ferrari di Michael Schumacher, la Benetton-Playlife di Fisichella, un ottimo Ralf Schumacher su Jordan-Mugen Honda, le Williams-Mecachrome di Villeneuve e di Frentzen l'altra Jordan-Mugen Honda di Hill e la Sauber-Petronas di Alesi.

### Classifica
| Pos | No | Pilota                | Costruttore           | Tempo    | Distacco |
| --- | -- | --------------------- | --------------------- | -------- | -------- |
| 1   | 7  | David Coulthard       | McLaren - Mercedes    | 1:18.213 |          |
| 2   | 8  | Mika Häkkinen         | McLaren - Mercedes    | 1:18.282 | +0.069   |
| 3   | 3  | Michael Schumacher    | Ferrari               | 1:18.497 | +0.284   |
| 4   | 5  | Giancarlo Fisichella  | Benetton - Playlife   | 1:18.826 | +0.613   |
| 5   | 10 | Ralf Schumacher       | Jordan - Mugen-Honda  | 1:19.242 | +1.029   |
| 6   | 1  | Jacques Villeneuve    | Williams - Mecachrome | 1:19.588 | +1.375   |
| 7   | 2  | Heinz-Harald Frentzen | Williams - Mecachrome | 1:19.614 | +1.401   |
| 8   | 4  | Eddie Irvine          | Ferrari               | 1:19.616 | +1.403   |
| 9   | 14 | Jean Alesi            | Sauber - Petronas     | 1:19.693 | +1.480   |
| 10  | 9  | Damon Hill            | Jordan - Mugen-Honda  | 1:19.717 | +1.504   |
| 11  | 6  | Alexander Wurz        | Benetton - Playlife   | 1:19.765 | +1.552   |
| 12  | 15 | Johnny Herbert        | Sauber - Petronas     | 1:19.845 | +1.632   |
| 13  | 18 | Rubens Barrichello    | Stewart - Ford        | 1:19.953 | +1.740   |
| 14  | 12 | Jarno Trulli          | Prost - Peugeot       | 1:20.188 | +1.975   |
| 15  | 11 | Olivier Panis         | Prost - Peugeot       | 1:20.303 | +2.090   |
| 16  | 21 | Toranosuke Takagi     | Tyrrell - Ford        | 1:20.328 | +2.115   |
| 17  | 17 | Mika Salo             | Arrows                | 1:20.536 | +2.323   |
| 18  | 22 | Shinji Nakano         | Minardi - Ford        | 1:21.230 | +3.017   |
| 19  | 16 | Pedro Diniz           | Arrows                | 1:21.301 | +3.088   |
| 20  | 19 | Jan Magnussen         | Stewart - Ford        | 1:21.629 | +3.416   |
| 21  | 23 | Esteban Tuero         | Minardi - Ford        | 1:21.822 | +3.609   |
| 22  | 20 | Ricardo Rosset        | Tyrrell - Ford        | 1:21.824 | +3.611   |

## Gara

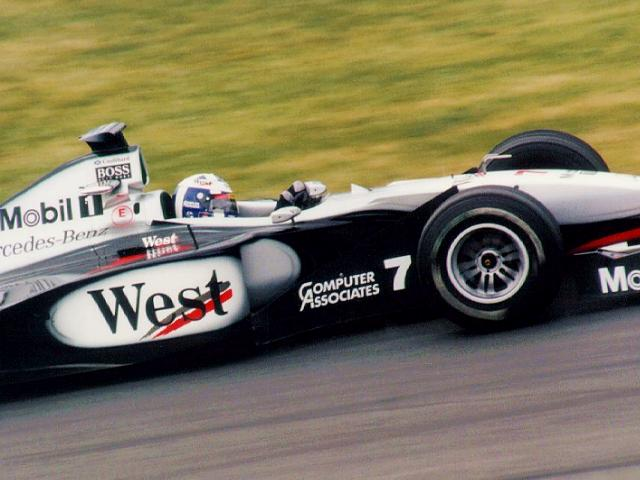
Il poleman David Coulthard è costretto al ritiro nelle fasi iniziali della gara, mentre stava facendo l'andatura, per noie all'acceleratore.

Al via la Jordan-Mugen Honda di Ralf Schumacher resta fermo sullo schieramento, creando scompiglio in mezzo al gruppo, ma il vero caos si scatena alla prima curva: Wurz con la Benetton-Playlife cerca di infilare la Sauber-Petronas di Alesi all'interno, ma ritarda troppo la frenata e piomba addosso alla vettura del francese, capottandosi più volte. Nell'incidente rimangono coinvolti anche la Prost-Peugeot di Trulli e l'altra Sauber-Petronas di Herbert, ma fortunatamente nessuno dei piloti riporta danni. La gara viene immediatamente interrotta con la bandiera rossa e viene organizzata una nuova procedura di partenza; il solo Herbert sarà costretto a partire dai box, mentre gli altri piloti coinvolti nell'incidente si schierano nelle loro posizioni di partenza originali.
Alla seconda partenza la McLaren-Mercedes Häkkinen rimane con il cambio bloccato in terza, creando confusione: Ralf Schumacher con la Jordan-Mugen Honda taglia nella via di fuga, finendo in testacoda davanti alla Williams-Mecachrome di Frentzen, mentre la Arrows di Salo va per prati e rientra in pista toccando l'altra Ferrari Irvine. Quest'ultimo urta a sua volta Wurz su Benetton-Playlife e lo stesso Trulli con la Prost-Peugeot, che finisce la corsa a cavalcioni sulla Sauber dell'incolpevole Alesi. Questa volta la gara non viene sospesa, ma entra in pista la safety car, dietro la quale si allineano, nell'ordine, Coulthard, Michael Schumacher con la Ferrari, Fisichella, Villeneuve, Frentzen, Barrichello con la Stewart-Ford e Hill su Jordan-Mugen Honda. Sono ritirati Häkkinen, Ralf Schumacher, Trulli, Alesi e Takagi, tradito dalla frizione della sua Tyrrell motorizzata Ford. La vettura di sicurezza si fa da parte al sesto giro; nello spazio di due passaggi, Barrichello con la Stewart-Ford sopravanza i due piloti della Williams-Mecachrome, portandosi al quarto posto.

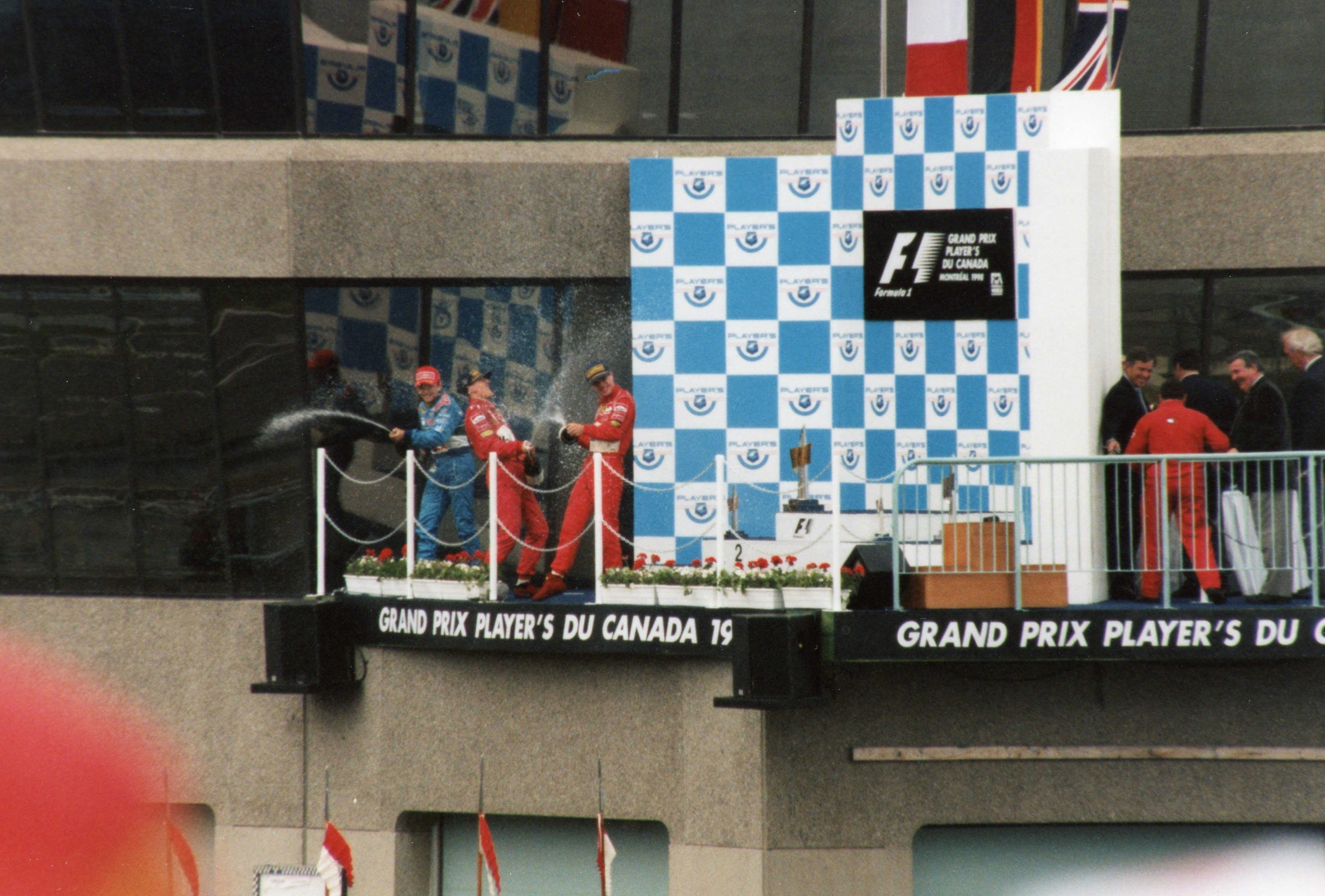
La festa del podio, con il secondo classificato Fisichella su Benetton, il vincitore Michael Schumacher e l'altro ferrarista Irvine al terzo posto.

Poco dopo, però il pilota brasiliano finisce in testacoda, venendo superato anche da Hill. In fondo al gruppo, Herbert comincia il suo recupero passando prima dalla Minardi-Ford di Nakano e poi dall'altra Tyrrell-Ford di Rosset; nel frattempo l'Arrows di Diniz esce di strada e rientrando in pista semina zolle di terra su buona parte del tracciato, tanto da rendere necessaria la nuova uscita della safety car. Alla ripartenza, sulla vettura di Coulthard si rompe l'acceleratore; lo scozzese rientra lentamente ai box, dove si ritira. Con le due McLaren-Mercedes fuori causa, Schumacher ha strada libera e subito si avvantaggia di 6 secondi su Fisichella. Il margine del pilota tedesco viene però subito azzerato dalla violenta uscita di pista dall'Arrows di Salo, con conseguente nuovo ingresso sul tracciato della safety car. Schumacher ne approfitta per rifornire, ma quando torna in pista non vede sopraggiungere la Williams-Mecachrome di Frentzen e lo spedisce fuoripista; questa manovra gli costerà uno stop and go di 10". Al 23º giro la gara riparte, con Fisichella su Benetton-Playlife in testa davanti a Villeneuve con la Williams-Mecachrome, Schumacher su Ferrari, Hill su Jordan-Mugen Honda, Magnussen il danese della Stewart-Ford, Nakano con la Minardi-Ford e Panis su Prost-Peugeot.
Il pilota canadese tenta subito di attaccare Fisichella, ma finisce per arrivare lungo; rientrando in pista, si scontra con la Minardi-Ford Tuero, che stava sopraggiungendo. La vettura di Villeneuve esce danneggiata dal contatto e il canadese sarà costretto ad una lunga sosta ai box, che lo metterà di fatto fuori dai giochi. Nel frattempo il giapponese della Minardi-Ford Nakano, sorprendentemente quinto, viene passato da Panis. Al 35º giro Schumacher si ferma per il secondo pit stop, rientrando in pista in terza posizione, alle spalle di Fisichella e Hill e davanti a Panis, Wurz e Irvine. Tre giri dopo il pilota tedesco sorpassa Hill e inizia a rimontare rapidamente su Fisichella. Al 39º giro si ritira Panis, con l'acceleratore bloccato; due giri dopo anche Hill, alle prese con noie elettriche, è costretto all'abbandono. In pista rimangono così solo undici vetture. Al 44º giro si ferma per il pit stop Fisichella, che torna in pista dietro a Schumacher e davanti a Barrichello, Irvine, Wurz, Magnussen, Nakano e Rosset. Il tedesco della Ferrari gira ad un ritmo insostenibile per gli altri e, quando al 50º giro si ferma ai box, riesce a rientrare proprio davanti a Fisichella; la stessa manovra riesce anche al compagno di squadra Irvine nei confronti di Wurz.
Non ci sono altri colpi di scena e Schumacher vince il suo secondo gran Premio stagionale davanti a Fisichella (secondo podio consecutivo in Canada), Irvine (che risale sul podio a Montreal per la prima volta dal 1995), Wurz e le due Stewart-Ford di Barrichello e Magnussen, per la prima volta a punti; da segnalare anche il settimo posto di Nakano sulla Minardi-Ford, che porta il team faentino ad un soffio dal primo risultato utile da due anni e mezzo.

### Classifica
| Pos      | N  | Pilota                | Costruttore/Motore    | Giri | Tempo/Ritiro            | Griglia | Punti |
| -------- | -- | --------------------- | --------------------- | ---- | ----------------------- | ------- | ----- |
| 1        | 3  | Michael Schumacher    | Ferrari               | 69   | 1:40:57.3               | 3       | 10    |
| 2        | 5  | Giancarlo Fisichella  | Benetton - Playlife   | 69   | +16.662                 | 4       | 6     |
| 3        | 4  | Eddie Irvine          | Ferrari               | 69   | +1:00.059               | 8       | 4     |
| 4        | 6  | Alexander Wurz        | Benetton - Playlife   | 69   | +1:03.232               | 11      | 3     |
| 5        | 18 | Rubens Barrichello    | Stewart - Ford        | 69   | +1:21.513               | 13      | 2     |
| 6        | 19 | Jan Magnussen         | Stewart - Ford        | 68   | +1 giro                 | 20      | 1     |
| 7        | 22 | Shinji Nakano         | Minardi - Ford        | 68   | +1 giro                 | 18      |       |
| 8        | 20 | Ricardo Rosset        | Tyrrell - Ford        | 68   | +1 giro                 | 22      |       |
| 9        | 16 | Pedro Diniz           | Arrows                | 68   | +1 giro                 | 19      |       |
| 10       | 1  | Jacques Villeneuve    | Williams - Mecachrome | 63   | +6 giri                 | 6       |       |
| Ritirato | 23 | Esteban Tuero         | Minardi - Ford        | 53   | Elettrico               | 21      |       |
| Ritirato | 9  | Damon Hill            | Jordan - Mugen-Honda  | 42   | Elettrico               | 10      |       |
| Ritirato | 11 | Olivier Panis         | Prost - Peugeot       | 39   | Testacoda               | 15      |       |
| Ritirato | 2  | Heinz-Harald Frentzen | Williams - Mecachrome | 20   | Testacoda               | 7       |       |
| Ritirato | 7  | David Coulthard       | McLaren - Mercedes    | 18   | Acceleratore            | 1       |       |
| Ritirato | 15 | Johnny Herbert        | Sauber - Petronas     | 18   | Testacoda               | 12      |       |
| Ritirato | 17 | Mika Salo             | Arrows                | 18   | Incidente               | 17      |       |
| Ritirato | 8  | Mika Häkkinen         | McLaren - Mercedes    | 1    | Cambio                  | 2       |       |
| Ritirato | 10 | Ralf Schumacher       | Jordan - Mugen-Honda  | 0    | Cambio                  | 5       |       |
| Ritirato | 14 | Jean Alesi            | Sauber - Petronas     | 0    | Collisione con J.Trulli | 9       |       |
| Ritirato | 12 | Jarno Trulli          | Prost - Peugeot       | 0    | Collisione con J.Alesi  | 14      |       |
| Ritirato | 21 | Toranosuke Takagi     | Tyrrell - Ford        | 0    | Trasmissione            | 16      |       |

## Classifiche

### Piloti
| Pos. | Pilota                | Punti |
| ---- | --------------------- | ----- |
| 1    | Mika Häkkinen         | 46    |
| 2    | Michael Schumacher    | 34    |
| 3    | David Coulthard       | 29    |
| 4    | Eddie Irvine          | 19    |
| 5    | Giancarlo Fisichella  | 13    |
| 6    | Alexander Wurz        | 12    |
| 7    | Heinz-Harald Frentzen | 8     |
| 7    | Jacques Villeneuve    | 8     |
| 9    | Rubens Barrichello    | 4     |
| 10   | Mika Salo             | 3     |
| 10   | Jean Alesi            | 3     |
| 12   | Johnny Herbert        | 1     |
| 12   | Pedro Diniz           | 1     |
| 12   | Jan Magnussen         | 1     |

### Costruttori
| Pos. | Team                  | Punti |
| ---- | --------------------- | ----- |
| 1    | McLaren - Mercedes    | 75    |
| 2    | Ferrari               | 53    |
| 3    | Benetton - Playlife   | 25    |
| 4    | Williams - Mecachrome | 16    |
| 5    | Stewart - Ford        | 5     |
| 6    | Arrows                | 4     |
| 6    | Sauber - Petronas     | 4     |

## Fonti
Salvo indicazioni diverse le classifiche sono tratte da  Sito di The Official Formula 1, su formula1.com. URL consultato il 6 ottobre 2008.
o da   GPupdate.net , su f1.gpupdate.net. URL consultato il 18 febbraio 2008.